# قاعدة المعرفة الشخصية
تُعد القاعدة المعرفة الشخصية (بالإنجليزية: personal knowledge base)‏ أداة إلكترونية تستخدم لتعبير وتسجيل واسترداد معرفة فردية. وتختلف هذه الأداة عن قاعدة البيانات التقليدية في أنها تحتوي على مواد ذات طابع شخصي وفريد لصاحبها، والتي قد لا يتفق الآخرون عليها أو يهتمون بها. ويتكون الجانب الرئيسي لقاعدة المعرفة الشخصية من المعرفة بدلاً من المعلومات. وبمعنى آخر، فإنها ليست مجرد مجموعة من الوثائق أو المصادر التي صادفها الفرد، ولكنها بدلاً من ذلك تعبر عن المعرفة المستخلصة التي يمتلكها الفرد من تلك المصادر أو من مصادر أخرى.
ذُكر مصطلح قاعدة المعرفة الشخصية في وقت مبكر من ثمانينيات القرن العشرين، وظهر المصطلح بشكل ملحوظ في العقد الأول من القرن الحالي عندما وصفه عالم الحاسوب ستيفن ديفيز وزملاؤه بالتفصيل في منشوراتهم، الذين قارنوا قواعد المعرفة الشخصية على عدد من الأبعاد المختلفة، وأهمها نموذج البيانات الذي تستخدمه كل قواعد المعرفة الشخصية لتنظيم المعرفة. :18

## نماذج البيانات
فحص ديفيز وزملاؤه ثلاثة جوانب لنماذج البيانات الخاصة بقواعد المعرفة الشخصية::19–36
- الإطار الهيكلي، الذي يصف القواعد حول كيفية هيكلة عناصر المعرفة وترابطها ( كشجرة، رسم بياني، شجرة بالإضافة إلى رسم بياني، مكانيًا، قاطعًا، كروابط متعددة الاتجاهات، ترتيبًا زمنيًا، أومن خلال برنامج زاجزاج (برنامج) [الإنجليزية]).
- عناصر المعرفة الخاصة بالقواعد، أو اللبنات الأساسية للمعلومات التي ينشئها المستخدم ويعمل معها، ومستوى دقة عناصر المعرفة هذه (مثل الكلمة / المفهوم، أو العبارة / الاقتراح، أو الملاحظات النصية المجانية، أو الروابط إلى مصادر المعلومات، أو المركب).
- الخطة التنظيمية التي تتضمن مستوى الدلالات الرسمية المقدمة في نموذج البيانات (مثل نظام النوع والمخططات ذات الصلة، والكلمات الرئيسية، وأزواج السمة والقيمة، إلخ ).

شدد ديفيز وزملاؤه أيضًا على مبدأ الإدراج المتصل [الإنجليزية]، "القدرة على عرض نفس عنصر المعرفة (وليس نسخة) في سياقات متعددة"، والتي اعتبروها "محورية" بالنسبة إلى قاعدة المعرفة الشخصية المثالي. وخلصوا بعد مراجعة العديد من أهداف التصميم، إلى أن قاعدة المعرفة الشخصية المثالي لم يأت بعد.

### رسم بياني للمعرفة الشخصية
ناقش ديفيس وزملاؤه في منشوراتهم على قواعد المعرفة الشخصية الرسوم البيانية المعرفية كما نفذت في بعض البرامج في ذلك الوقت. في وقت لاحق، استخدم كتاب آخرون مصطلح الرسم البياني للمعرفة الشخصية [الإنجليزية] للإشارة إلى قاعدة المعرفة الشخصية الذي يتميز بهيكل الرسم البياني وتصور الرسم البياني. ومع ذلك، يستخدم مهندسو البرمجيات مصطلح شبكة المعرفة الشخصية أيضًا للإشارة إلى موضوع مختلف لرسم بياني معرفي لشخص ما،  "بالمقابل، تختلف شبكة المعرفة الشخصية التي ينشئها شخص ما في قاعدة المعرفة الشخصية.

## هيكلة البرمجيات
ميز ديفيز وزملاؤه أيضًا قواعد المعرفة الشخصيةوفقًا لبنية برمجياتها: أنظمة قائمة على الملفات أو قائمة على قاعدة البيانات أو أنظمة خادم العميل (بما في ذلك الأنظمة المستندة إلى الإنترنت التي يكون الوصول إليها من خلال أجهزة كمبيوتر سطح المكتب و/ أو الأجهزة المحمولة المحمولة).:37–41

## خلفية تاريخية
من المحتمل أن تكون قواعد المعرفة الشخصية غير الإلكترونية موجودة في شكل ما لعدة قرون: تعد مذكرات ومذكرات ليوناردو دافنشي مثالًا مشهورًا على استخدام الدفتر، والكناشة، والأقوال المختارة، والمكتبات الخاصة ذات الشروحات، وصندوق الملاحظات (باللغة الألمانية: Zettelkästen)، وبطاقات الفهرسة، والبطاقات ذات الحواف الحادة، هي أمثلة على التنسيقات التي خدمت هذه الوظيفة في عصر ما قبل العصر الإلكتروني.
مما لا شك فيه أن أشهر صياغة مبكرة لقاعدة المعرفة الشخصية الإلكترونية كانت وصف فانيفار بوش لميمكس في عام 1945. ففي تقرير تقني صدر عام 1962، وصف رائد التفاعل بين الإنسان والحاسوب، دوجلاس إنجلبارت (الذي اشتهر لاحقًا بالحاسب المسمى "أم جميع العروض التجريبية" عام 1968 الذي أظهر جميع العناصر الأساسية للحوسبة الشخصية الحديثة تقريبًا) استخدامه للبطاقات ذات الحواف الحادة جزئيًا نموذج ميمكس لفانيفار بوش.

## أمثلة
ذكر ديفيز وزملاؤه في بحثهم لعام 2005 ما يلي مع أمور أخرى، كأمثلة على تطبيقات البرامج التي استخدمت لبناء قواعد بيانات قاعدة المعرفة الشخصية باستخدام نماذج وبنيات بيانات مختلفة:
المصدر المفتوح
- كمبنديم (برنامج) [الإنجليزية]
- هيستاك (مشروع أم آي تي) [الإنجليزية]

المصدر المغلق
- ماي لايف بايتس [الإنجليزية]
- نوت كارد [الإنجليزية]
- برسونال نوبيس [الإنجليزية]
- ذا برين [الإنجليزية]
- تندر بوكس (تطبيق برنامج) [الإنجليزية]

## مقالات ذات صلة
- إدارة المعرفة الشخصية
- نظم معلومات